# Anna Blomberg
Anna Kristina Cecilia Blomberg, född 20 maj 1972 i Johannebergs församling, Göteborg, är en svensk skådespelare och komiker. Hon har synts både i radio, TV och på teaterscenen och slog igenom via TV-serien Kvarteret Skatan. 2009 deltog hon i SVT:s julkalender Superhjältejul.

## Biografi
Anna Blomberg är dotter till professor Jonas Blomberg och journalisten och författaren Barbro Blomberg. Hon växte upp i Billdal och i Lomma. Åren 1993–1994 gick Blomberg teaterlinjen på Fridhems folkhögskola i Svalöv. Dessförinnan har hon bland annat framfört entimmesmonologen Okända svenskar på Teater Scenario i Stockholm.
Hon slog igenom för en bredare publik i TV-serien Kvarteret Skatan, där hon bland annat spelade Kristina (tillsammans med Ulf (David Batra)), Kåta Gun och Carita i husvagnen. Blomberg deltog i säsongerna 2003, 2004, 2006. På grund av föräldraledighet har hon i senare säsonger ersatts av Josephine Bornebusch och Klara Zimmergren.
Våren 2006 spelade hon föreställningen Kärringfeber på Mosebacke Etablissement, och senare samma år gjorde hon Angela Lindström i Hipp Hipp-gängets TV-serie Itzhaks julevangelium. Blomberg har även medverkat i Lilla vi (tar stor plats) och i P3:s Morgonpasset.
Hösten 2005 och vintern 2006 spelade Blomberg med i familjeföreställningen Från A till Ö på Maximteatern i Stockholm, och under våren 2007 medverkade hon i Kvarteret Skatans krogshow på Rival. Hon har även gjort rollen Marina i komediserien Hjälp! som visades på TV4. Hon deltog även i säsong 3 av serien, men då som psykologen Jeanettes receptionist Birgitta Bollerud, som lider av neurotiska tvångssyndrom. Det är en roll som också varit med i Morgonsoffan.
Under 2009 var hon med i årets julkalender Superhjältejul, där hon spelade en av trillingarna Tinnitus. Året därpå gjorde hon den hesa kanslichefen Gunvor Halldén i tv-serien Starke man. Hon har även medverkat i TV-serien Häxan Surtant. Den 20 juli 2013 var hon sommarvärd i Sveriges Radios P1-program Sommar i P1.
Hon har gjort imitationer av bland annat Hollywoodfruarna, Lill-Babs och Jimmie Åkesson i SVT:s talkshow Robins. Vissa av dessa inslag kan ses på Youtube och imitationen av Hollywoodfruarna Maria Montazami och Anna Anka har visats nästan en halv miljon gånger.

## Filmografi i urval

### TV
- 2003 – Kvarteret Skatan (TV-serie)
- 2006 – Lilla vi (tar stor plats) (TV-serie)
- 2006 – Itzhaks julevangelium (TV-serie)
- 2008–2009 – Häxan Surtant och den fruktansvärda fritiden (TV-serie)
- 2007–2009 – Hjälp! (TV-serie)
- 2009 – Superhjältejul (TV-serie)
- 2010–2011 – Starke man (TV-serie)
- 2012 – Högklackat (TV-serie)
- 2014 – En clown till kaffet (TV-serie)
- 2014 – Anna Blomberg show (TV-serie)
- 2016 – Skolan (TV-serie)
- 2017 – Hur gör djur (TV-serie) (programledare)

### Film
- 2004 – Desmonds trashade äppelträd (röst)
- 2006 – Desmond & träskpatraskfällan (röst)
- 2013 – Wallander – Mordbrännaren
- 2013 – Mig äger ingen
- 2024 – Düsseldorf, Skåne

## Teater

### Roller (ej komplett)
| År   | Roll    | Produktion                                               | Regi          | Teater              |
| ---- | ------- | -------------------------------------------------------- | ------------- | ------------------- |
| 2007 | Martina | Alla var där Derek Benfield                              | Figge Norling | Mellanfjärdsteatern |
| 2022 |         | Anna Blomberg sjunger ut Anna Blomberg och Paula McManus | Paula McManus | Riksteatern         |